# Barbro Hård
Barbro Hård är en svensk journalist och programledare, som har arbetat på Sveriges Television. Hon har arbetat på 24 Direkt, varit programledare för aktualitetsprogrammet 20:00 mellan 1989 och 1991 samt varit verksam vid Kunskapskanalen där hon var projektledare för Mera Kultur och Mera Historia.
År 1992 var hon programledare för Kommunismen är död. Leve islam? och 1993 för Sommarstrip (en sommarvariant av Striptease). I september 1994 ledde hon SVT:s valvaka med Ingemar Odlander. År 1998 gjorde hon tillsammans med Thomas Wahlberg dokumentären Hans Majestät Marknaden i två delar. De två gjorde även dokumentärserien Landet vi drömde. En skola för alla samma år och 1995 dokumentären Långt bort och längesen.
2006 tilldelades hon Ikarosprisets Daidalospris till en inspirerande arbetsledare för sina insatser vid Kunskapskanalen.